# Андріїшин Володимир Петрович
Володимир Петрович Андрії́шин (нар. 20 лютого 1959, смт Микулинці, Україна) — український журналіст, режисер.

## Життєпис

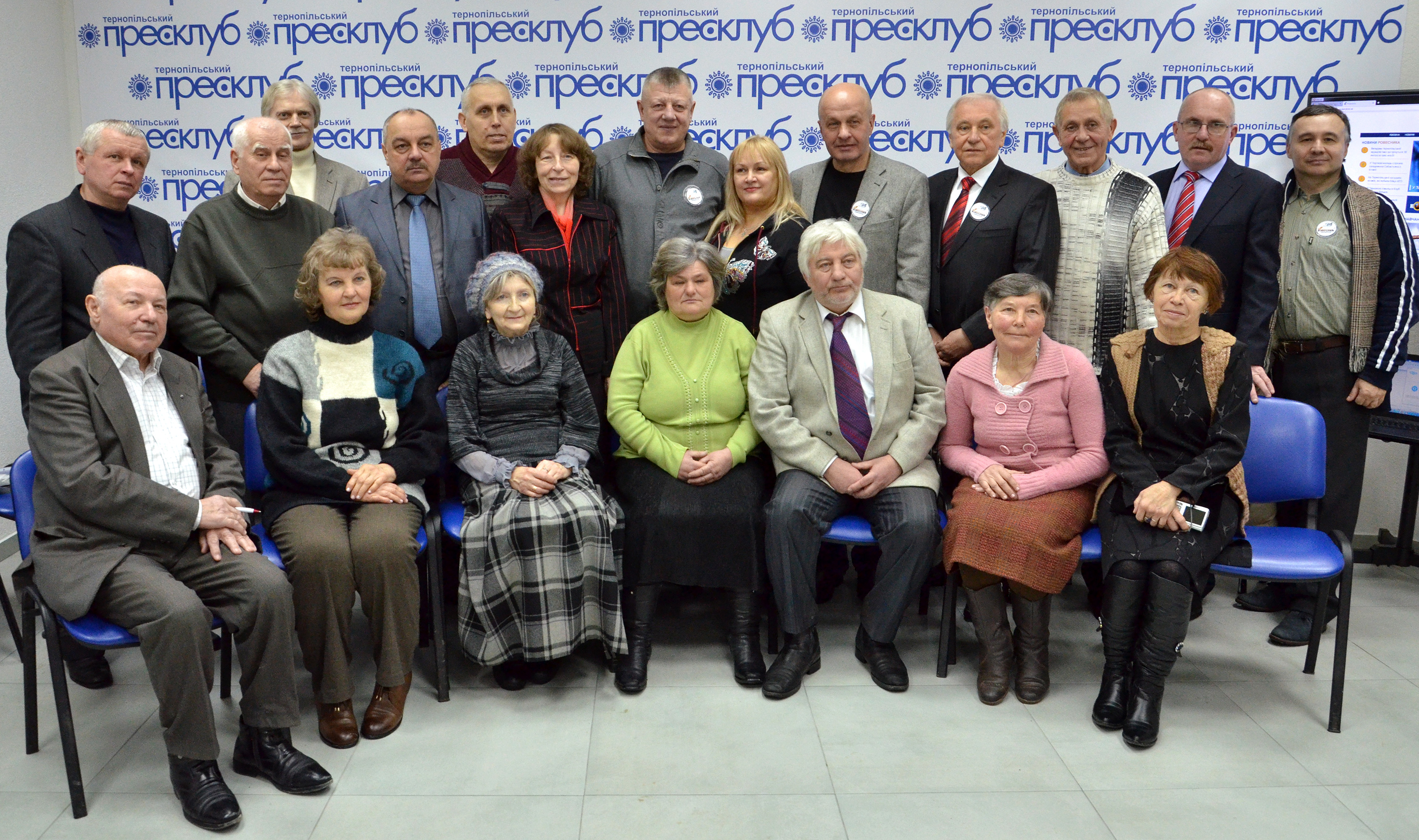
Зустріч журналістів-ветеранів газети «Ровесник» у Тернопільському прес-клубі

Володимир Петрович Андріїшин народився 20 лютого 1959 року в смт Микулинцях, нині Теребовлянського району Тернопільської області.
Закінчив факультет журналістики Львівського університету (1981, нині національний університет), кінофестиваль Київського інституту театрального мистецтва (1995, режисер телебачення), слухач українсько-американського семінару (2007, міста Нью-Йорк, Лос-Анджелес, США).
Працював кореспондентом, заступник редактор об'єднаної редакції радіо та газети «Комбайнобудівник» (1981—1984), в апараті Тернопільської ОК ЛКСМУ (1984—1987), головний редактор обласної молодіжної газети «Ровесник» (1987—1989), головний редактор, директор виробничо-творчої об'єднаної інформації «Варіант» (1989—1993), головний редактор газети «Пан+пані» та міжнародної «Pani and pan» (1993—1996), директор і головний редактор СП «Газета „Західна Україна“» (1996—1997), головний редактор радіостанції «Радіо Тон» (1997—2006), одночасно керівник кореспондентського пункту львівської газети «Високий замок» у Тернопільській області (1999—2002), головний редактор газет «Тернопільська газета» (2001), «Досьє-02» (2000—2001), «Тернопіль вечірній» (жовтень 2008 — ?).